# Villablino
Villablino is een gemeente in de Spaanse provincie León in de regio Castilië en León met een oppervlakte van 228,23 km². Villablino telt 9.342 inwoners (1 januari 2016).

## Demografische ontwikkeling
Bron: INE; 1857-2011: volkstellingen
Opm.: Door emigratie daalt het bevolkingscijfer sinds 1991